# Nomí
Nomí är en ort i Grekland.   Den ligger i prefekturen Trikala och regionen Thessalien, i den centrala delen av landet, 230 km nordväst om huvudstaden Aten. Nomí ligger 92 meter över havet och antalet invånare är 473.
Terrängen runt Nomí är platt åt sydost, men åt nordväst är den kuperad. Runt Nomí är det tätbefolkat, med 257 invånare per kvadratkilometer. Närmaste större samhälle är Trikala, 14,5 km väster om Nomí. Trakten runt Nomí består till största delen av jordbruksmark.